# キル (ラスダウン)
キル（英語: Kill、アイルランド語: an Chill）は、ウィックロー男爵領ラスダウンの行政教区。1994年以降はダブリン地域ダン・レアリー＝ラスダウン市の一部となっている。名前はアイルランド語で「教会」を意味し、11世紀に建造されたグランジ教会に由来する。
教区の東はスカルプウィリアム・オア・マウント・マパスでアイリッシュ海に面している。隣接する教区は東にドーキー、北にモンクスタウン、北西にスティローガン、西にキルマクッド、南にタリー（Tully）、南東にキライニーである。

## タウンランド
次のタウンランド（Townlands）が属している。
Ballinclea、キャビンティーリー（Cabinteely）、Cornelscourt、ディーンズグレンジ（Deansgrange）、フォックスロック（Foxrock）、ギャロッピング・グリーン南（Galloping Green South）、ギャロッピング・グリーン北（Galloping Green North）、ジョンズタウン（Johnstown）、Mulchanstown、ニューパーク（Newpark）、ニュータウンパーク（Newtownpark）、 ローチェスヒル（Rocheshill）、ローチェスタウン・ドメイン（Rochestown Domain）、スカルプウィリアム・オア・マウント・マパス（Scalpwilliam or Mount Mapas）、トーマスタウン（Thomastown）、ティッパーズタウン（Tipperstown）、ウッドパーク（Woodpark）